# Psittacibracon lacteolus
Psittacibracon lacteolus är en stekelart som beskrevs av Donald L.J. Quicke 1986. Psittacibracon lacteolus ingår i släktet Psittacibracon och familjen bracksteklar. Inga underarter finns listade i Catalogue of Life.